# موريتز دانييل أوبنهايم
موريتز دانييل أوبنهايم (بالألمانية: Moritz Daniel Oppenheim)‏ (و. 1800 – 1882 م) هو رسام ألماني، ولد في هاناو، توفي في فرانكفورت، عن عمر يناهز 82 عاماً.

## التعليم
تعلم في أكاديمية الفنون الجميلة بميونخ
.

## معرض صور

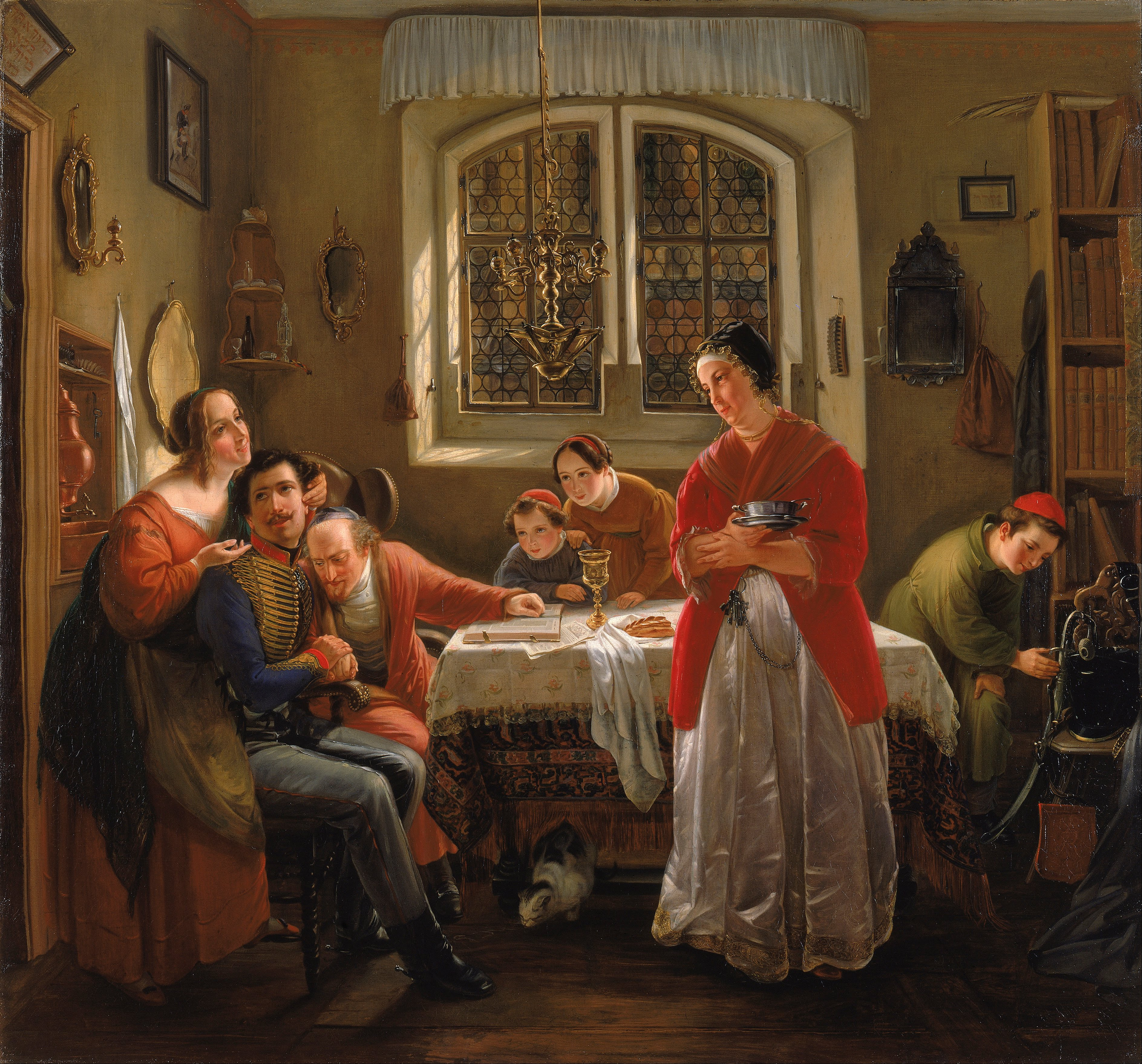
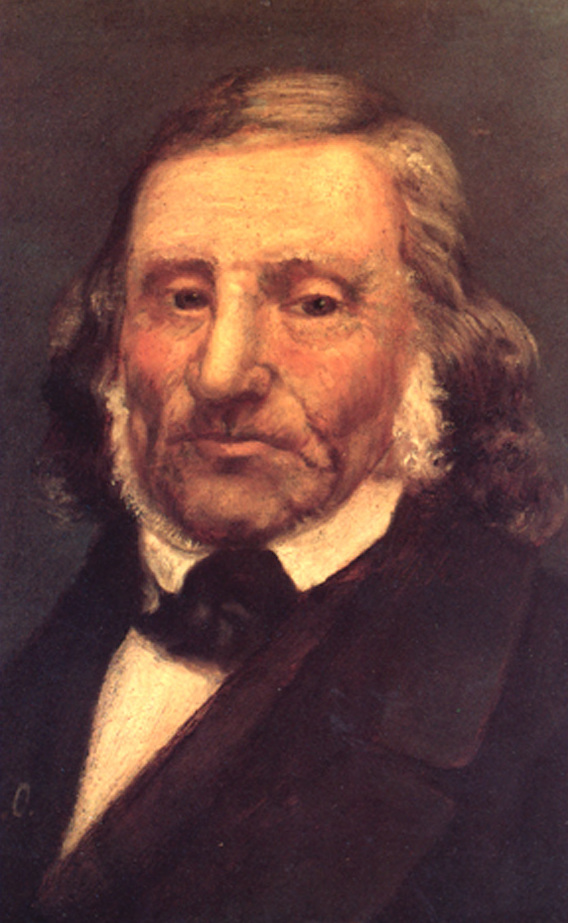
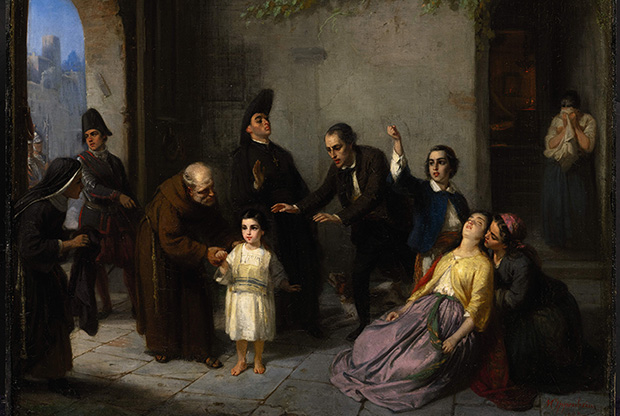
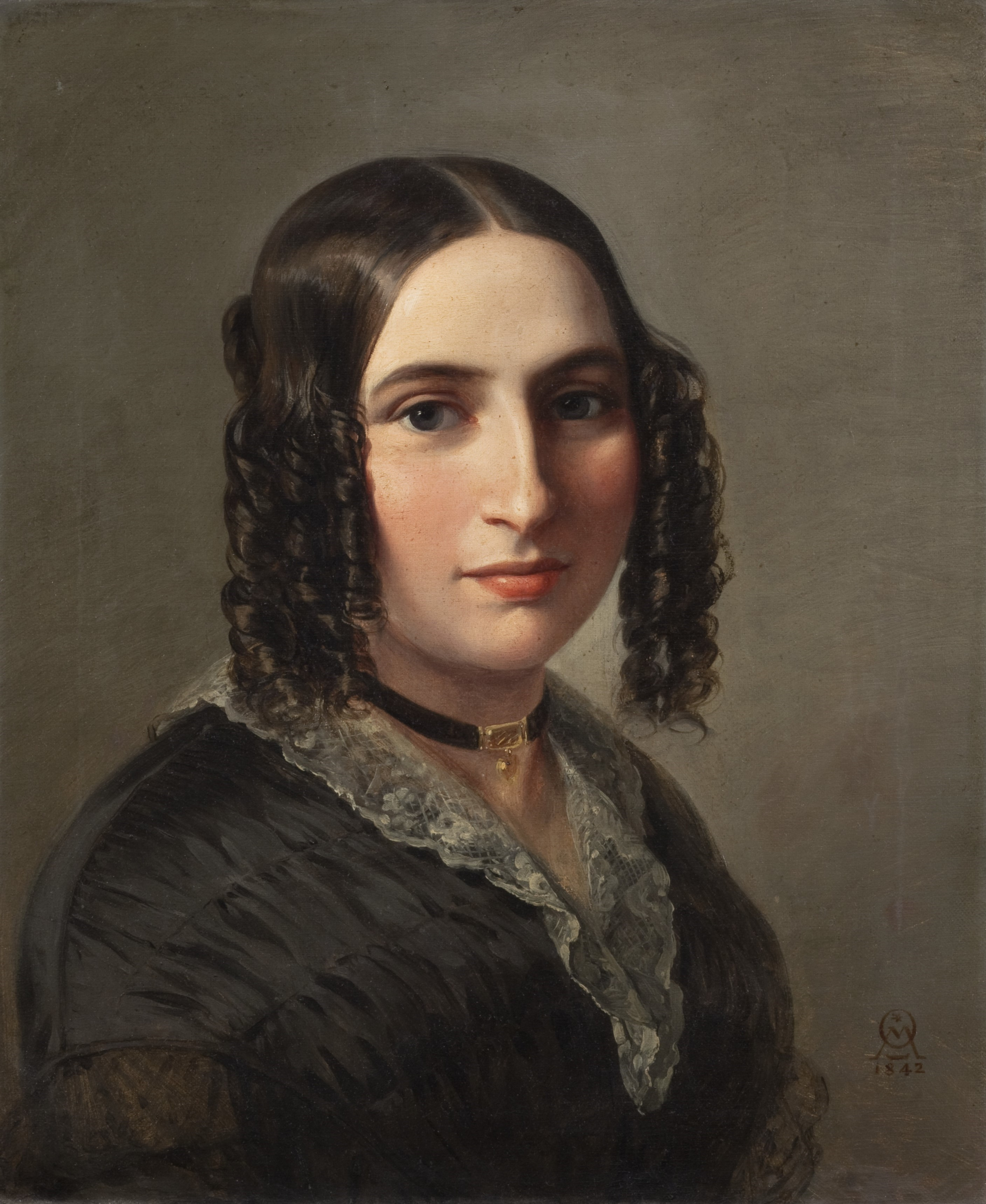